# The Last Unicorn (singolo)
The Last Unicorn è una canzone incisa dagli America nel 1982 e facente parte della colonna sonora del film d'animazione L'ultimo unicorno (The Last Unicorn). Autore del brano è Jimmy Webb.
Il singolo fu pubblicato su etichetta Virgin Records.
Del brano sono state fatte anche numerose cover.

## Testo
Il testo si rifà al tema del film e parla dell'ultimo unicorno rimasto, che grida "Sono vivo" ("I'm alive") e che viene ammirato con stupore dall'uomo.

## Tracce[1][4]
1. The Last Unicorn 3:08
2. The Last Unicorn (strum.) 3:08

## Classifiche
| Classifica | Posizione massima | Nr. di settimane |
| ---------- | ----------------- | ---------------- |
| Germania   | 38                | 9                |

## Cover
Tra i cantanti o gruppi che hanno inciso una cover del brano figurano (in ordine alfabetico):
- Declan (2006)
- Gregorian (2012)
- Groove Coverage (2003)
- Michael Hirte (2010)
- In-Mood feat. Juliette (singolo del 1999[6])
- Marc van Linden (singolo del 1999[7])
- Kenny Loggins (nell'album Return to Pooh Corner del 1994[8])
- Monika Martin (2000, versione in tedesco intitolata Wenn die Nacht zärtlich schweigt[9])
- Jay Pariz e Meave De Tria (singolo del 2009[10])
- Da Sylver e DeeFour (singolo del 2005[11]